# Conor Casey
Conor Patrick Casey (ur. 25 lipca 1981 w Dover) – amerykański piłkarz występujący na pozycji napastnika. Od 2016 jest zawodnikiem Columbus Crew.

## Kariera klubowa
Casey wychował się w Denver. W latach 1999–2000 grał w drużynie Uniwersytetu Portland, którą trenował Clive Charles. W pierwszym roku gry w Portland został wybrany Młodym Piłkarzem Roku. W 2000 został powołany do kadry Stanów Zjednoczonych na Letnie Igrzyska Olimpijskie.
Po zakończeniu olimpiady Casey podpisał czteroletni kontrakt z niemiecką Borussią Dortmund. Debiutancki sezon spędził w rezerwach tego klubu, ale już w następnym powędrował na wypożyczenie do drugoligowego Hannoveru 96. W 2. Bundeslidze rozegrał dziewiętnaście spotkań i zdobył w nich siedem bramek. Swojej drużynie pomógł, także w wywalczeniu awansu do pierwszej ligi. W kolejnym sezonie w rozgrywkach ligowych wystąpił czterokrotnie i strzelił jednego gola.
W 2003 roku ponownie został wypożyczony. Tym razem jego klubem został Karlsruher SC, grający na zapleczu ekstraklasy. Casey na koniec sezonu, z czternastoma golami na koncie, uplasował się tam na czwartej pozycji w klasyfikacji strzelców 2. Bundesligi.
W 2004 roku za 300 tysięcy euro został sprzedany do beniaminka pierwszej ligi - 1. FSV Mainz 05. W barwach tego klubu, rozegrał łącznie 40 meczów i strzelił 3 gole.
7 lutego 2007 wygasł jego kontrakt z Mainz i na zasadzie wolnego transferu przeszedł do Toronto FC, występującego w MLS. Jednak już 19 kwietnia tego samego roku odszedł do Colorado Rapids, jako część rozliczenia za transfer Rileya O'Neilla do Toronto. W 2010 roku wywalczył z nim mistrzostwo Major League Soccer. W 2013 roku przeszedł do Philadelphia Union, a w 2016 do Columbus Crew.
| Sezon   | Klub               | Kraj              | Rozgrywki     | Mecze | Bramki |
| ------- | ------------------ | ----------------- | ------------- | ----- | ------ |
| 2000/01 | Borussia Dortmund  | Niemcy            | Bundesliga    | 0     | 0      |
| 2001/02 | Hannover 96        | Niemcy            | 2. Bundesliga | 19    | 7      |
| 2002/03 | Hannover 96        | Niemcy            | Bundesliga    | 4     | 1      |
| 2003/04 | Karlsruher SC      | Niemcy            | 2. Bundesliga | 30    | 14     |
| 2004/05 | 1. FSV Mainz 05    | Niemcy            | Bundesliga    | 28    | 2      |
| 2005/06 | 1. FSV Mainz 05    | Niemcy            | Bundesliga    | 10    | 1      |
| 2006/07 | 1. FSV Mainz 05    | Niemcy            | Bundesliga    | 2     | 0      |
| 2007    | Toronto FC         | Kanada            | MLS           | 2     | 0      |
| 2007    | Colorado Rapids    | Stany Zjednoczone | MLS           | 15    | 2      |
| 2008    | Colorado Rapids    | Stany Zjednoczone | MLS           | 21    | 11     |
| 2009    | Colorado Rapids    | Stany Zjednoczone | MLS           | 24    | 16     |
| 2010    | Colorado Rapids    | Stany Zjednoczone | MLS           | 27    | 13     |
| 2011    | Colorado Rapids    | Stany Zjednoczone | MLS           | 14    | 6      |
| 2012    | Colorado Rapids    | Stany Zjednoczone | MLS           | 18    | 2      |
| 2013    | Philadelphia Union | Stany Zjednoczone | MLS           | 31    | 10     |
| 2014    | Philadelphia Union | Stany Zjednoczone | MLS           | 25    | 8      |
| 2015    | Philadelphia Union | Stany Zjednoczone | MLS           | 14    | 3      |
| 2016    | Columbus Crew      | Stany Zjednoczone | MLS           |       |        |

## Kariera reprezentacyjna
Casey był uczestnikiem Mistrzostw Świata U-20 w 2001 roku, rozegranych w Argentynie. W seniorskiej reprezentacji Stanów Zjednoczonych zadebiutował 31 marca 2004 w towarzyskim spotkaniu przeciwko Polsce.